# Nabulsi-Käse

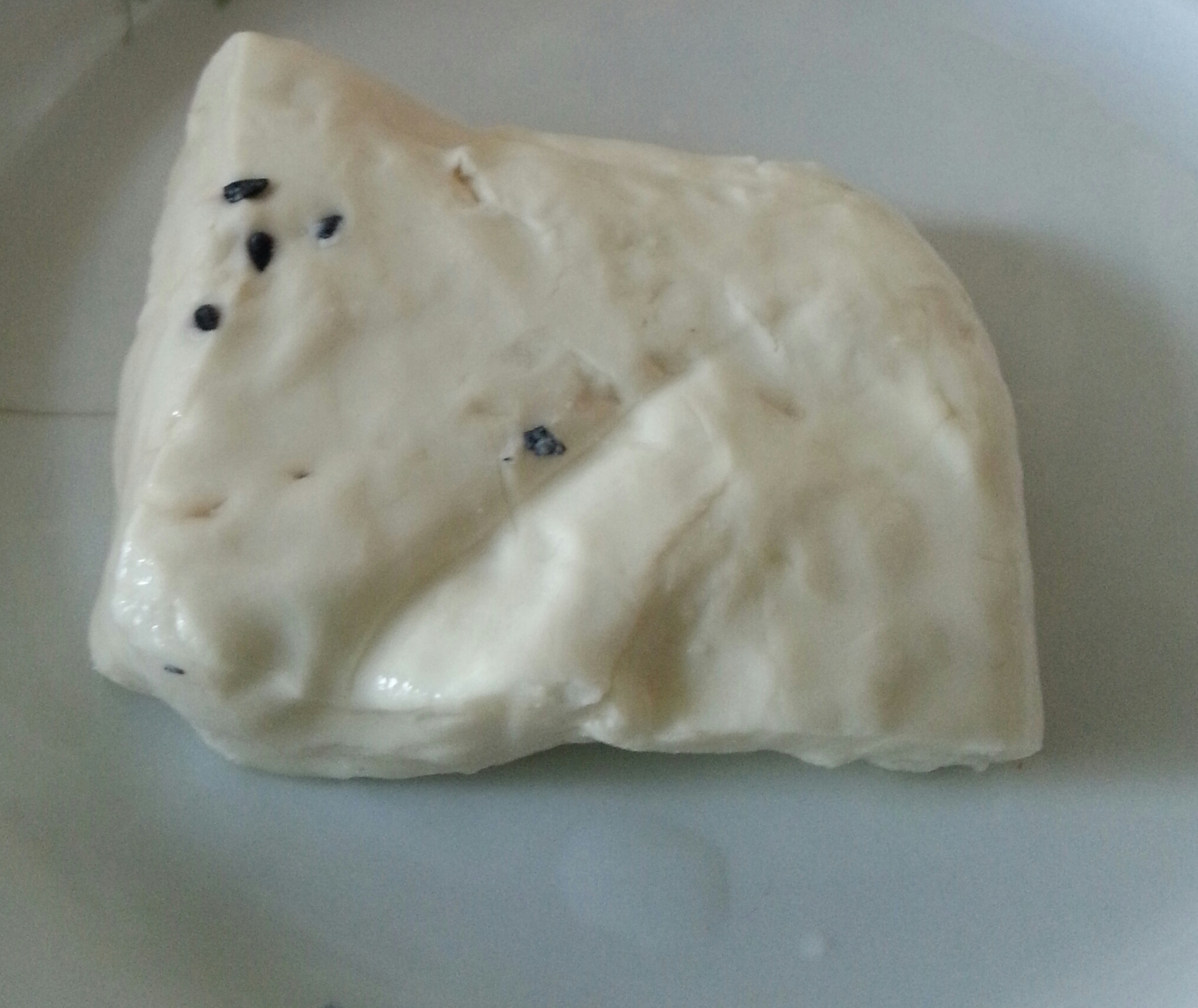
Ein Stück Nabulsi

Nabulsi-Käse (arabisch الجبن النابلسي, DMG al-Ǧubn an-nābulusī) oder Nabulsi ist ein weißer Salzlakenkäse aus dem Nahen Osten. Er stammt ursprünglich aus Nablus in Palästina, wonach er benannt ist. Er ist im ganzen Westjordanland und darüber hinaus bekannt. Nabulsi und Akkawi-Käse sind die wichtigsten in Jordanien konsumierten Käse. Er wird vorzugsweise aus Schafsmilch, aber auch aus Ziegenmilch, eventuell mit Kuhmilchzusatz hergestellt; vorwiegend im Frühjahr, wenn reichlich Milch vorhanden ist.
Zur Herstellung wird frische Milch wird auf etwa 40 °C erwärmt und etwas Mahlab und Mastix, und eventuell weitere Gewürze und Samen, beispielsweise Kreuzkümmel, hinzugegeben. Nachdem die Milch auf 35 °C abgekühlt ist, wird Lab zugesetzt. Nach etwa 40 bis 60 min wird die Dickete gesalzen und über eine Stunde gerührt. Anschließend wird sie abgeseiht und der Bruch mehrere Stunden gepresst. Der Käse wird dann in rechteckige Laibe von etwa 8 cm × 4 cm × 2 cm geschnitten und in 20%iger Salzlake wenige Minuten gekocht, bis die Laibe aufschwimmen. Er wird in großen Dosen in Lake schwimmend gelagert, was ihn auch ohne Kühlung viele Monate lang haltbar macht.
Nabulsi ist weiß und hat keine Rinde. Der Teig ist halbhart und hat keine Löcher. Erhitzt man ihn, wird er weich und elastisch, schmilzt aber nicht komplett. Durch die zugesetzten Harze bekommt er eine leicht elastische Textur. Vor dem Verzehr wird er meist für mehrere Stunden gewässert oder etwa eine Stunde lang in frischem Wasser gekocht, um ihn weniger salzig zu machen. Er kann frisch als salziger Tafelkäse oder frittiert gegessen werden und ist eine Hauptzutat des levantinischen Desserts Kunafah.